# Rognon (Doubs)
Rognon é uma comuna francesa na região administrativa de Borgonha-Franco-Condado, no departamento de Doubs. Estende-se por uma área de 4,09 km². Em 2010 a comuna tinha 47 habitantes (densidade: 11,5 hab./km²).